# Новгородская улица (Санкт-Петербург)
Новгоро́дская у́лица — улица в Центральном районе Санкт-Петербурга. Проходит от проспекта Бакунина до Тульской улицы. На юг продолжается Исполкомской улицей, на север — улицей Бонч-Бруевича.

## История
В 1836 году новая дорога, соединившая современные улицу Моисеенко и проспект Бакунина получила название Новопроложенная улица. 14 июля 1859 года ряду улиц Рождественской части были даны названия по губернским городам России, в том числе Новопроложенная улица получила название Новгородская улица.
7 марта 1880 года в состав Новгородской улицы была включена современная Исполкомская улица, однако у же через 7 лет, 16 апреля 1887 года, Новгородская улица вернулась в прежние границы.
С конца XIX века велись проекты по продлению Новгородской улицы на север. Основным проектом предполагалось вывести улицу к современной Синопской набережной двумя поворотами, однако проект осуществлён не был.
В начале 1930-х годов Новгородская улица всё же была продлена на север, но совсем по другой трассе: улица была продолжена на север без изменения своей оси, где она в районе современной Тульской улицы сливалась с улицей Красного Текстильщика, имевшей тогда небольшой поворот на запад и включавшей современную улицу Бонч-Бруевича.
В начале 1960-х годов, в результате реконструкции прилегающего района (прокладка Тульской улицы, спрямление улицы Красного Текстильщика), Новгородская улица получила современные границы.

## Достопримечательности

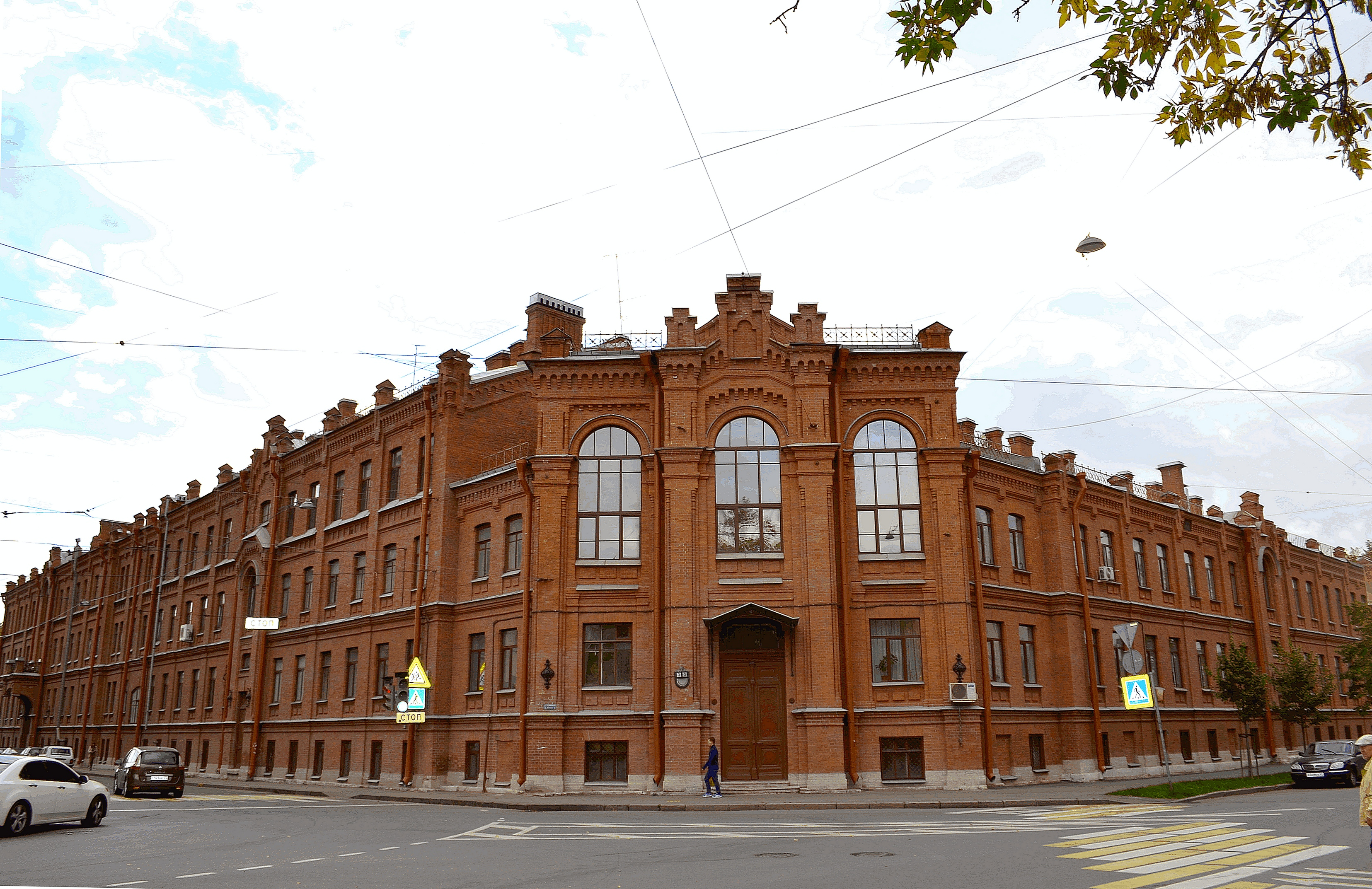
Больница Общины св. Евгении. Главное здание

- Дом № 2 — больница святой Евгении, 1896—1899, архитектор Д. К. Пруссак
- Дом № 2а, лит. Д — трансформаторная подстанция ПАО «Ленэнерго», на стене которой художники арт-группы HoodGraff создали граффити с портретом пионера-героя Зины Портновой. Невзирая на мнение горожан, 25 августа 2020 г. ГАТИ Петербурга предписало удалить изображение в трёхдневный срок[1].
- Дом № 4 — Рождественская школа и Приют Женского патриотического общества, архитектор Ю. Ю. Бенуа, 1896—1899.
- Дом № 11 — Электростанция № 2 (Центральная ТЭЦ). Включает котельную (архитектор Н. А. Троцкий, 1930), административное здание и машинный зал (архитекторы В. А. Рейс, Л. Каменский, 1897—1898, 1929—1934).
- Дом № 15 — завод «Ливиз» — учебный центр МО РФ.
- Дом № 18 — Здание мукомольной мельницы П. И. Евреинова (перестроено), архитектор В. Ф. фон Геккер, 1881—1883.
- Дом № 20, № 22 — Трамвайный парк №4 — снесён в 2008 г., на его месте началось строительство административно-делового квартала «Невская ратуша»[2].
- Дом № 24 — госпиталь имени З. П. Соловьёва, архитектор А. Е. Штауберт, 1835—1840.

## Примыкает или пересекает
- Исполкомская улица,
- проспект Бакунина,
- Старорусская улица,
- 8-я Советская улица,
- 10-я Советская улица,
- улица Моисеенко,
- Дегтярный переулок,
- Кирочная улица,
- Сухопутный переулок,
- Тульская улица; улица Бонч-Бруевича.

## Транспорт
Ближайшая станция метро к началу улицы — «Площадь Александра Невского-1» (750 метров по прямой), к концу — «Чернышевская» (1800 метров по прямой).
На различных участках улицы проходит ряд автобусных маршрутов: № 15, 46, 55, 169А. На пересечении со Старорусской улицей располагается конечная станция троллейбусного маршрута № 10.
С 1929 по 2005 год на всём протяжении Новгородской улицы существовала трамвайная линия.

## Галерея

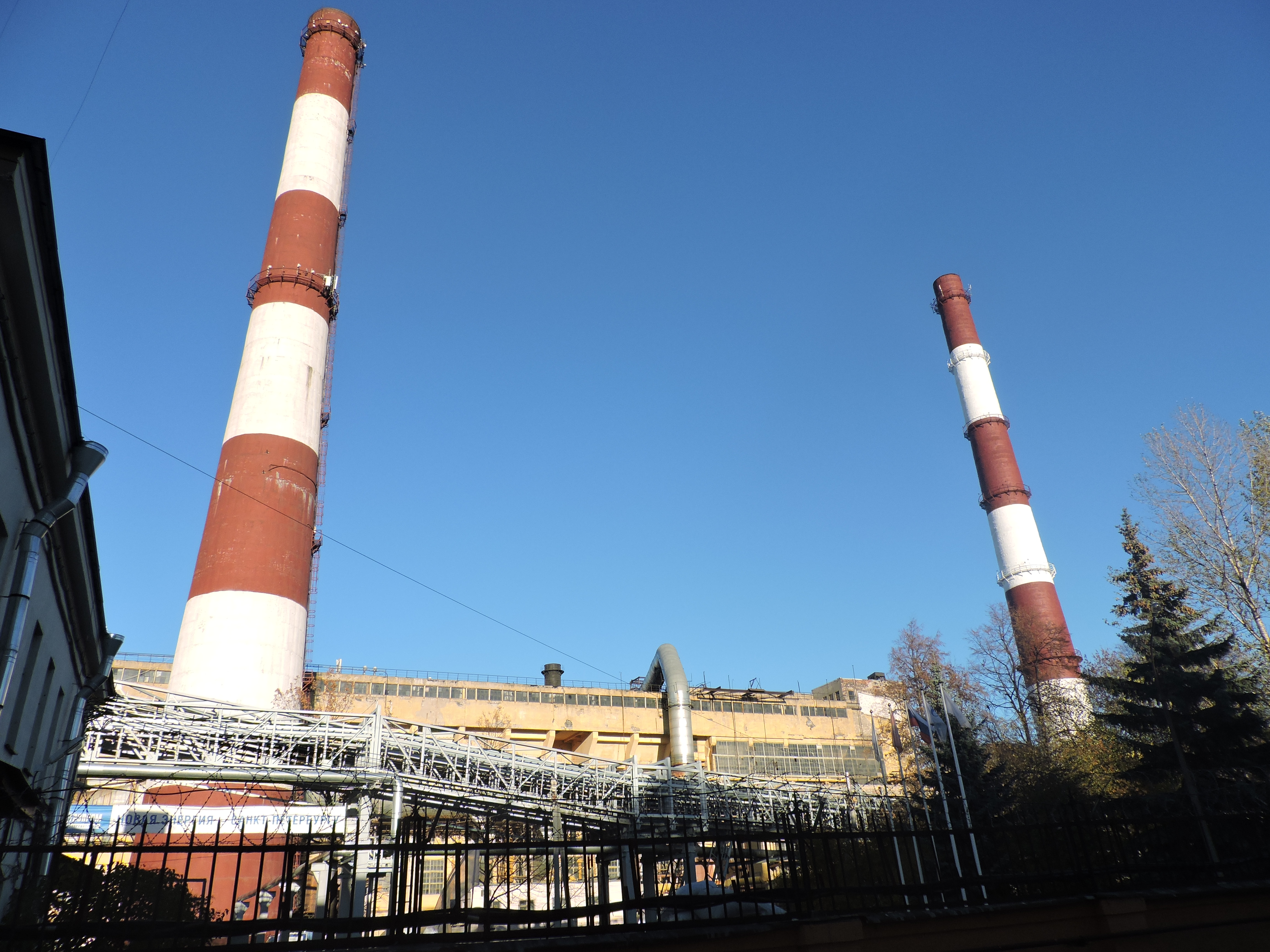
Центральная ТЭЦ-2
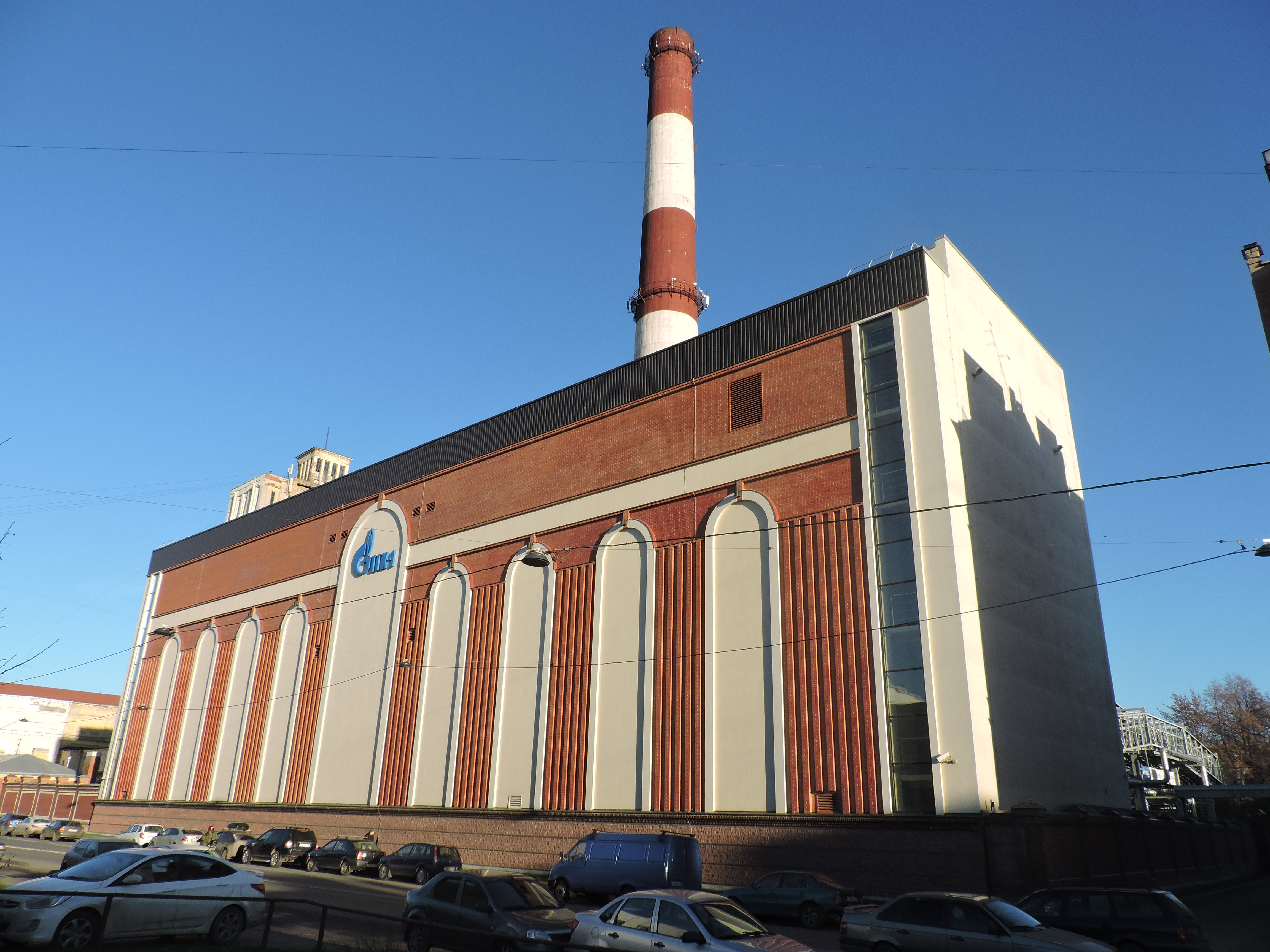
Центральная ТЭЦ-2 (ЗРУ)
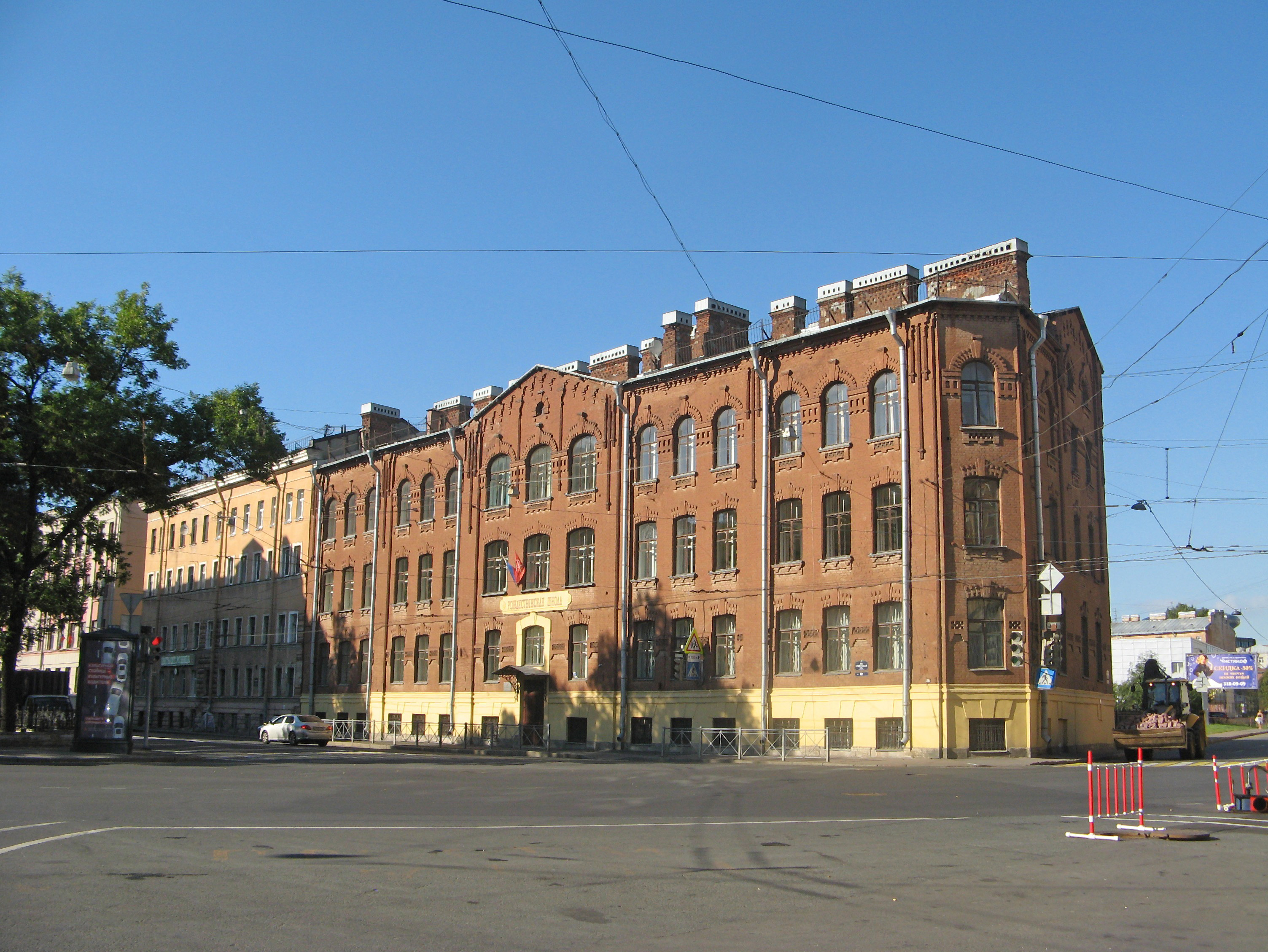
Рождественская школа и приют Женского патриотического общества